# 丰镐房
29°41′04″N 121°16′40″E / 29.684466°N 121.277750°E
丰镐房是蒋中正位于家乡奉化溪口的故居建筑之一，位于今浙江省宁波市奉化区溪口镇武岭路下街，占地4,800平方米，建筑面积1,850平方米。丰镐房最初为蒋家祖传的三间旧屋和蒋中正儿时居所，1929年冬蒋中正重建此屋，蒋经国、毛福梅也曾在此居住。1949年中国人民解放军占领溪口后，丰镐房由解放军使用并得到保护，后作为中共溪口区委员会办公地，1979年按原貌恢复。1996年，丰镐房与玉泰盐铺、小洋房一道以蒋氏故居名义被列入第四批全国重点文物保护单位。

## 历史
丰镐房原为蒋中正家族拥有的三间旧屋。清光绪十四年（1889年），因出生地玉泰盐铺遇火災焚毁，蒋中正一家搬迁到旧屋正房“报本堂”西侧居住。蒋中正父亲蒋肇聪去世后，蒋中正与其弟蒋瑞青分得此房。因蒋中正与其弟谱名的字辈为“周”，因而以西周都城丰镐将两人的房名定为“丰房”和“镐房”。后蒋瑞青早逝，房屋为蒋中正所得，故房名改为“丰镐房”，蒋经国的字“建丰”和蒋纬国的字“建镐”也是由房号而来。1929年蒋中正发迹后，使用以房换房的方式，以溪口上街楼房替换原有的旧房，并拆除旧房营建新房，形成当下的布局。此后蒋中正每次返乡，均会到丰镐房巡视。
1949年1月28日除夕，蒋中正最后一次在丰镐房报本堂吃年夜饭，同席的有陈立夫、张群等政要。5月25日，中国人民解放军占领溪口，丰镐房先后由二十一军和二十二军管理。1958年，丰镐房交由地方管理，成为中共溪口区委员会办公用房，文化大革命期间成为造反派指挥中心。1979年起，丰镐房进行了维修和陈设的恢复，并于1984年对公众开放。

## 建筑

蒋氏故居丰镐房布局

丰镐房扩建由上海孙余生营造厂建造，蒋中正舅父孙琴凤和姐夫宋周运管理建设过程。建筑占地面积4,800平方米，建筑面积1,850平方米，共有房间49间，为江南旧式世家宅第建筑。建筑中轴线由南向北依次为大门、前庭、内门、前厅、内庭和后堂，内庭左右两侧有东西厢房，西厢房西有独立小楼，后堂西有六间平屋。大门、素居、报本堂、独立小楼为清代建筑，其余为1929年扩建。
前厅题额为“素居”，因蒋家世代信佛茹素而得名。建筑为硬山顶两层房屋，下层为接待间和账房工作间，上层中部为佛堂，两侧为居室，王采玉、毛福梅在此念佛。后堂建筑为硬山顶，面阔三间，风火墙为五马头。后堂题额为“报本堂”，由吳敬恆题写。建筑用于祭祖，设有蒋中正曾祖以下牌位。屋顶有福禄寿三星堆塑，柱头有《三国演义》故事雕塑，走廊、墙壁上亦有《封神演义》故事雕刻。堂前柱上楹联“报本尊亲是谓至德要道，光前裕后所望孝子顺孙”为沙孟海撰，蒋中正书写。走廊上匾“寓理帅气”亦为蒋中正手书，左侧为跋文。东西厢房分别为宋美龄和毛福梅居室，分别为西式和中式陈设。四合院东的两层楼房为工作人员住所，西厢房西的独立楼房为蒋母王采玉的居所，其楼梯较小，为蒋中正为方便母亲上下楼扶手而设计。报本堂西的房屋为客房和佣人居所，毛福梅晚年腿脚不便时也曾在此居住。建筑物内还有2座小花园，设圆洞门，上有“格物”、“致知”门额。

## 保护与展示
1949年，蒋中正离开中国大陆后，毛泽东曾经指示进军的中国人民解放军“在占领奉化时，要告诫部队，不要破坏蒋介石的住宅、祠堂及其他建筑物”，浙江省军管会主任谭震林也曾指示军队不要随便移动蒋氏故居中的陈设，并对丰镐房派专人看管。文化大革命期间，红卫兵破坏了一部分蒋氏相关遗迹，但丰镐房保存完好。1979年，溪口区委迁出丰镐房后，丰镐房得到修葺，雕塑上的石灰被剔除，彩画得到修复，蒋中正亲笔书写的楹联和牌匾被重新悬挂，报本堂的牌位也被重新摆放。1999年，补充了蒋中正家室和家庭生活相关的资料。1996年，丰镐房作为蒋氏故居的一部分被列入第四批全国重点文物保护单位。

## 轶事
据传说，丰镐房扩建时，旁边的周顺房千层饼店不愿意搬迁，蒋中正并没有勉强，后来千层饼店被称为“民国最大的钉子户”。但周顺房后人周孝裕则称，其父曾为蒋中正修建丰镐房让出了今东厢房前的一间小屋，且当下丰镐房的范围是成为旅游景点后扩建才形成的，因而周家并非钉子户。

## 图片

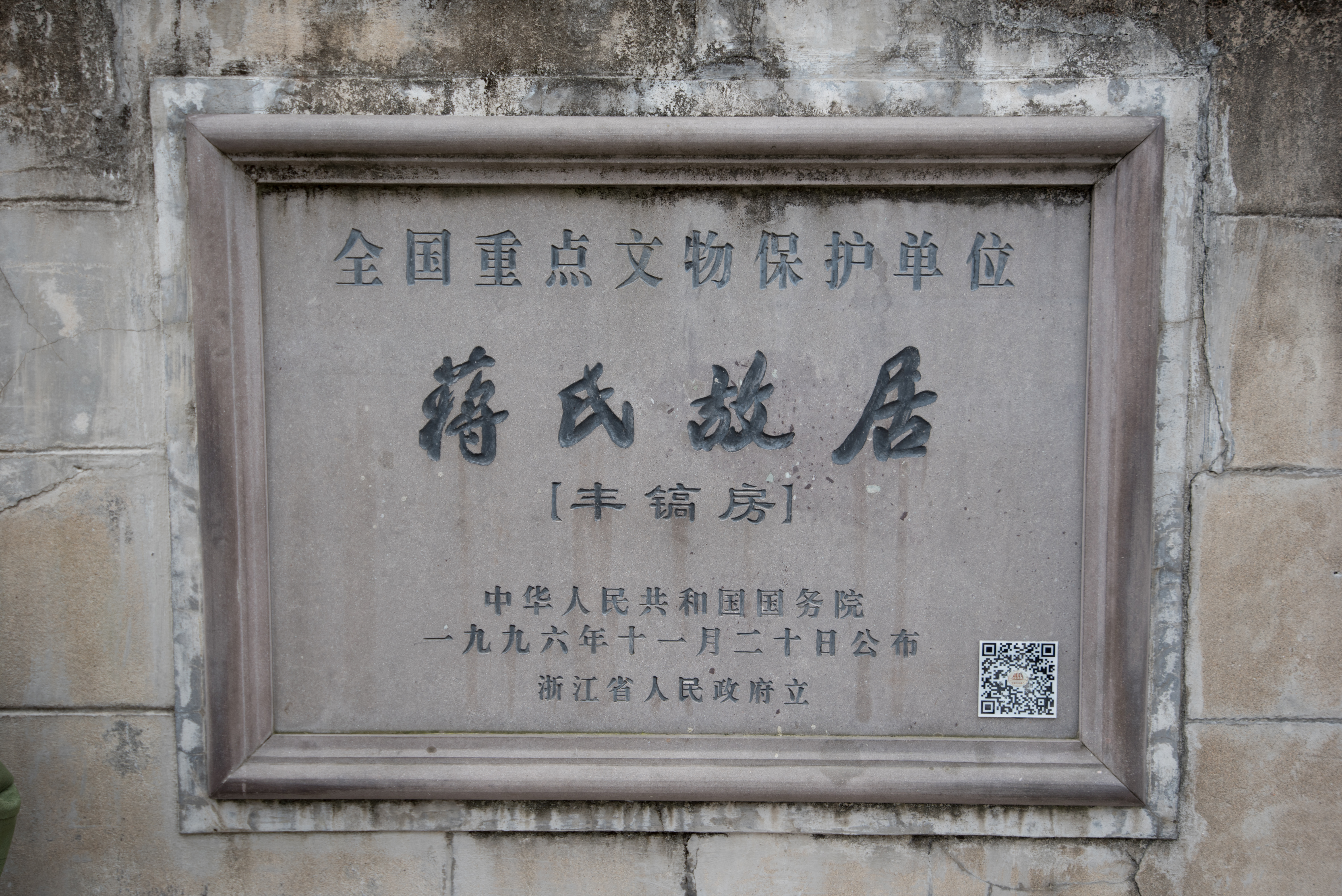
文物保护碑
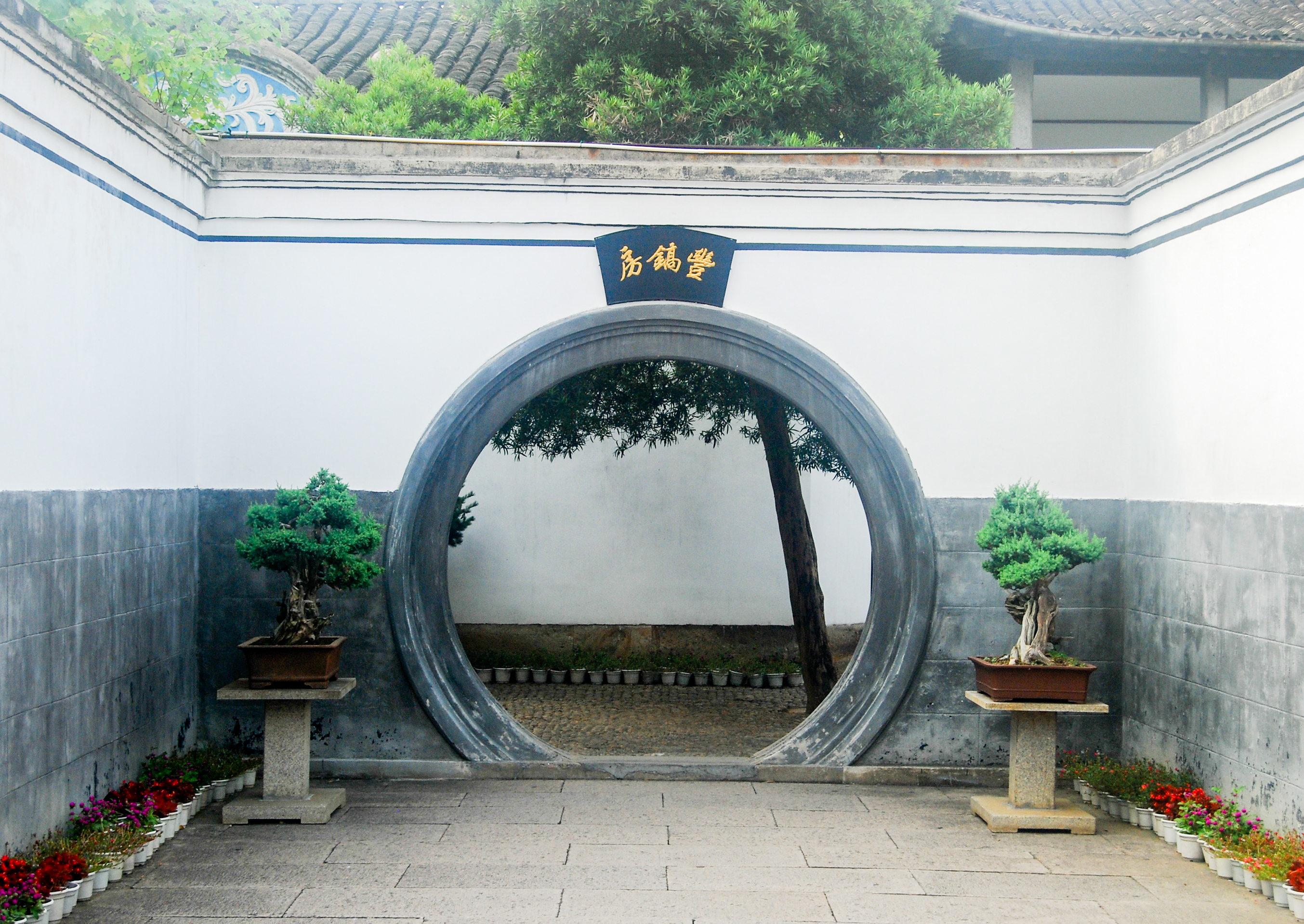
房门
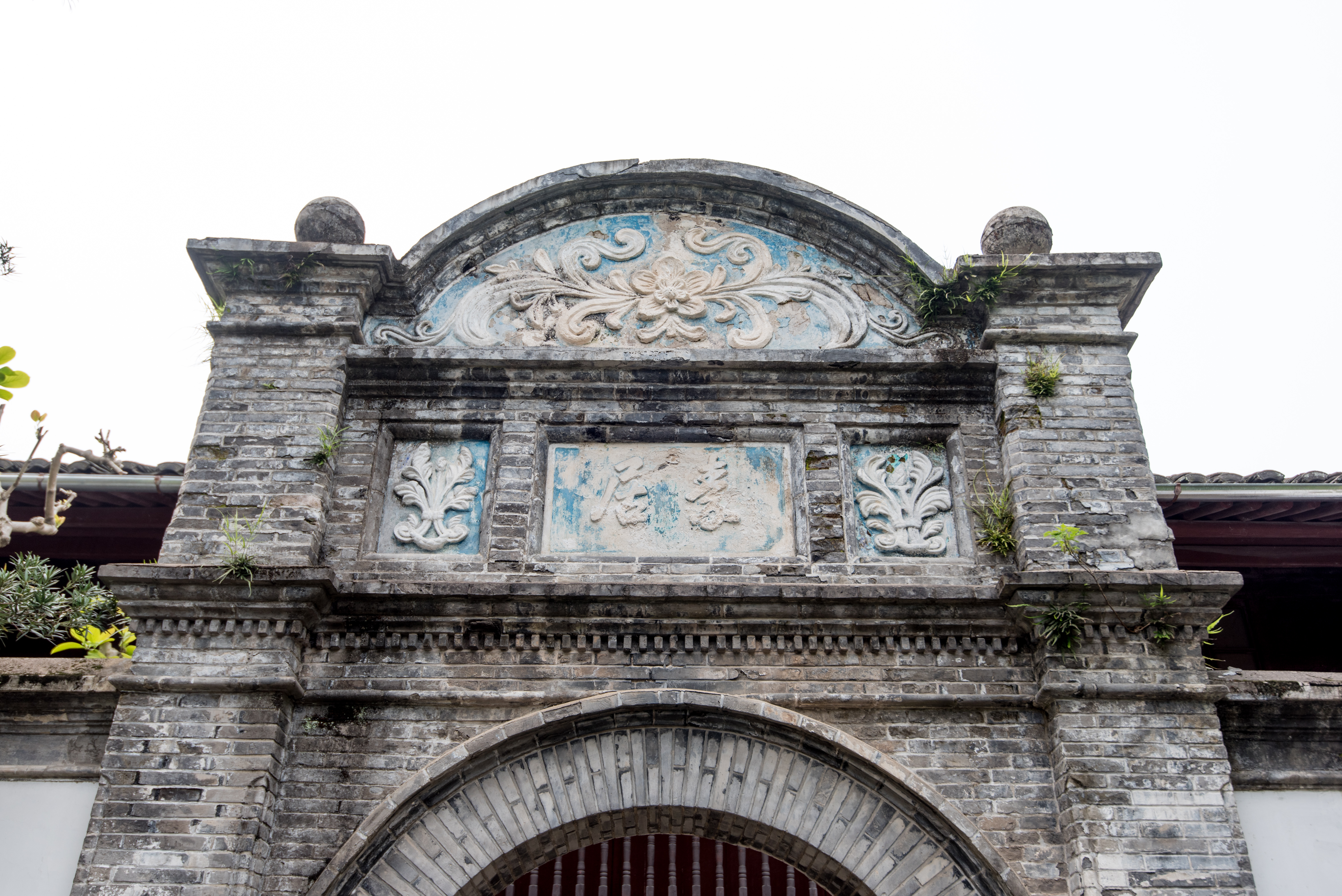
“素居”门额
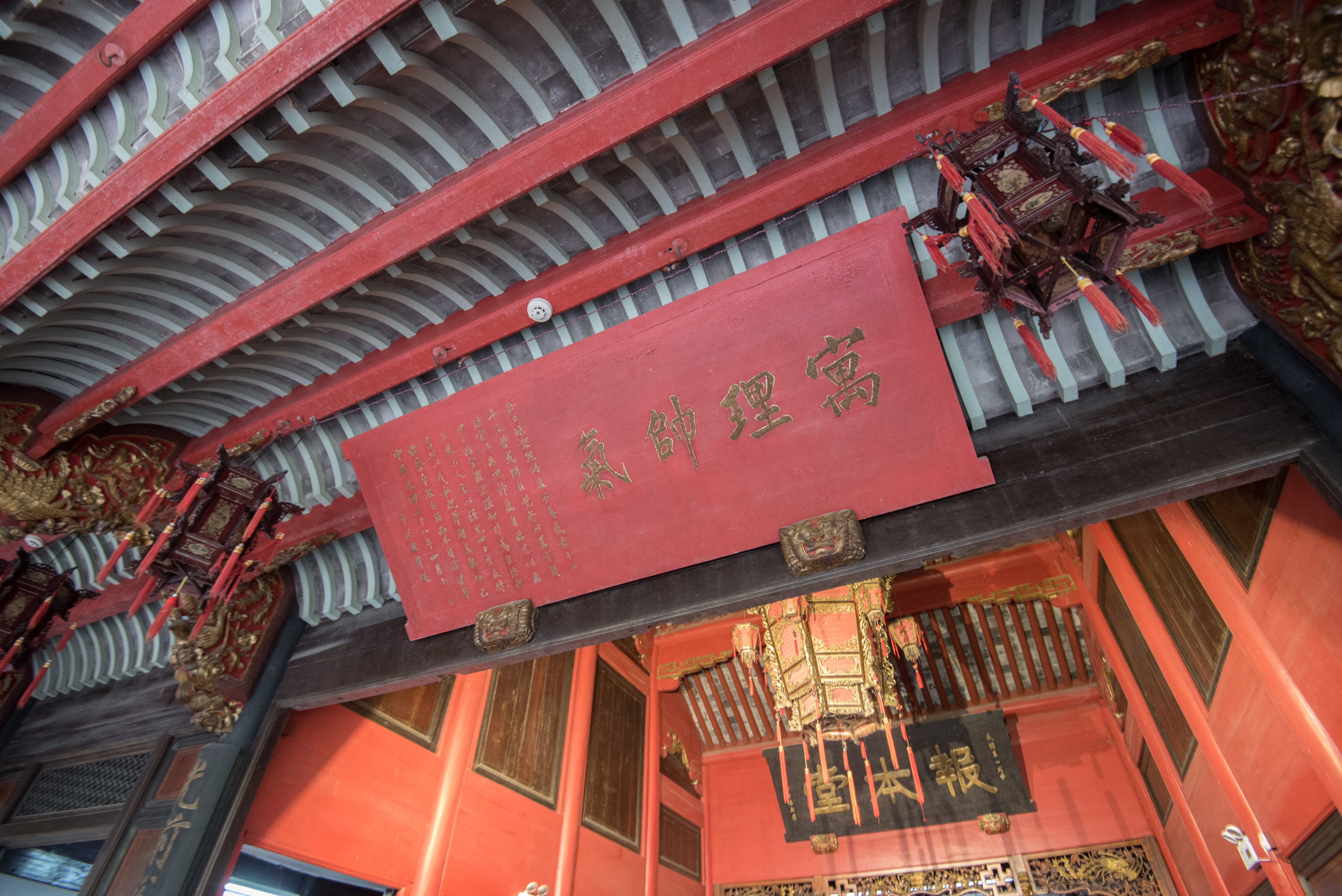
“寓理帅气”匾
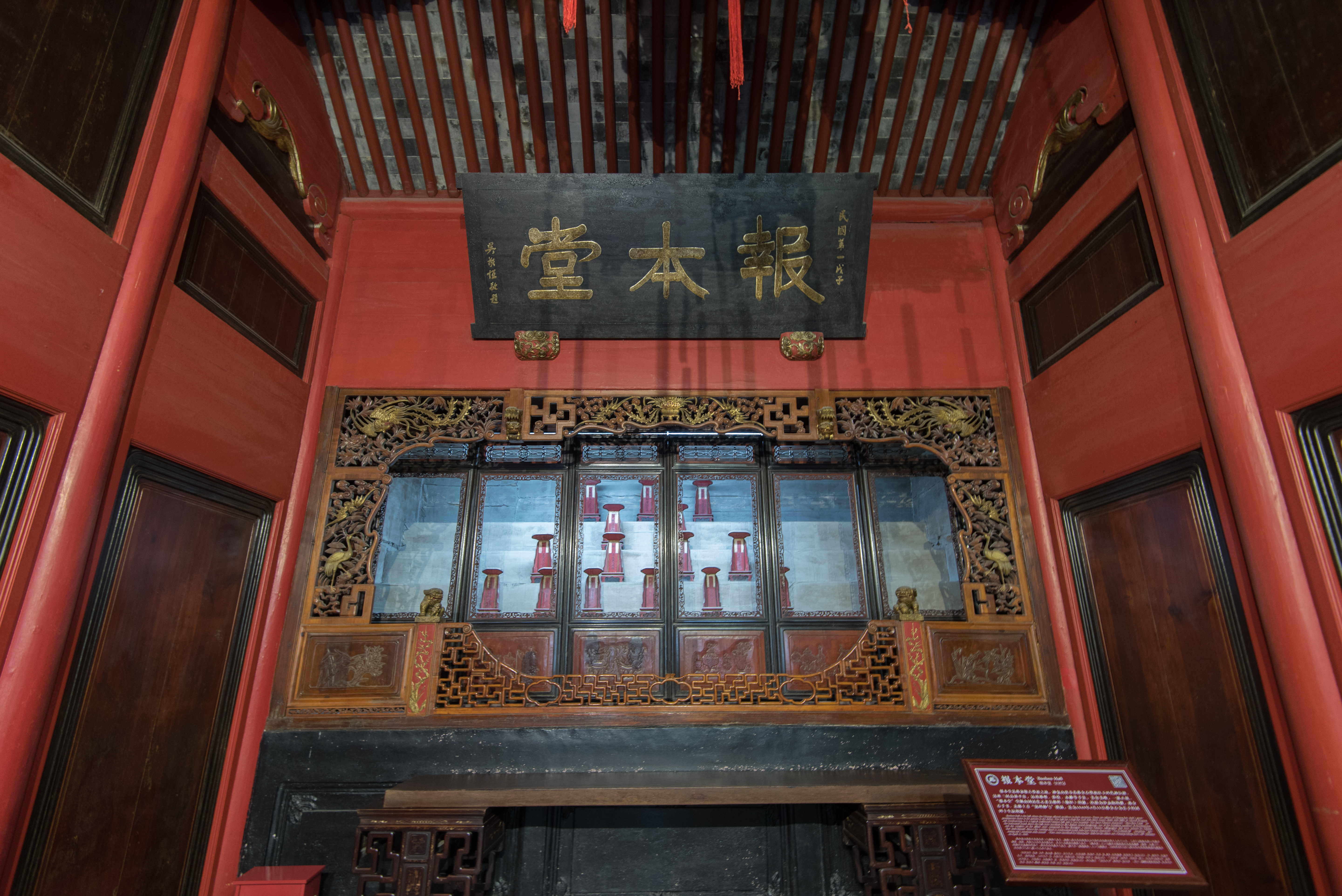
报本堂中的牌位
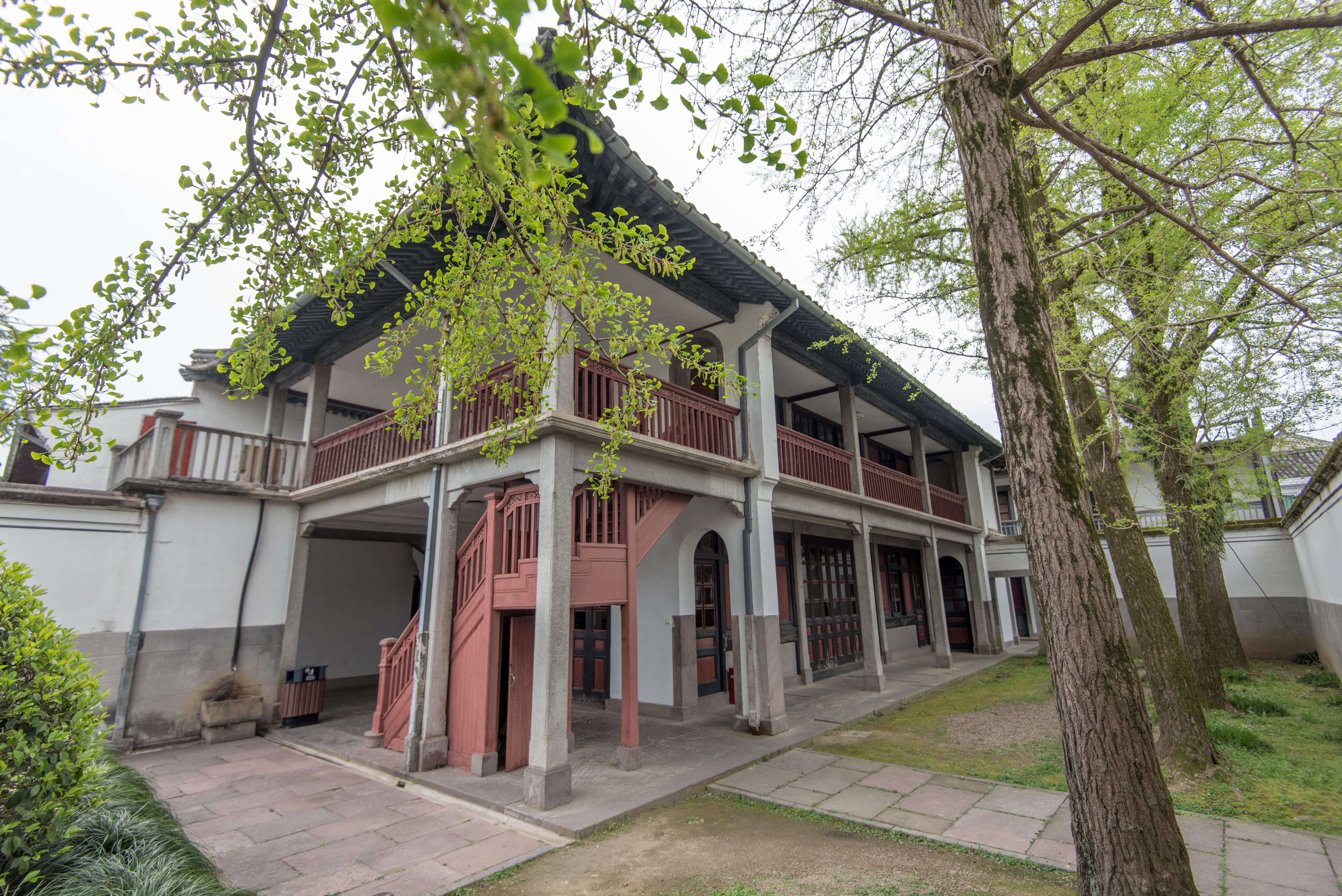
东厢房
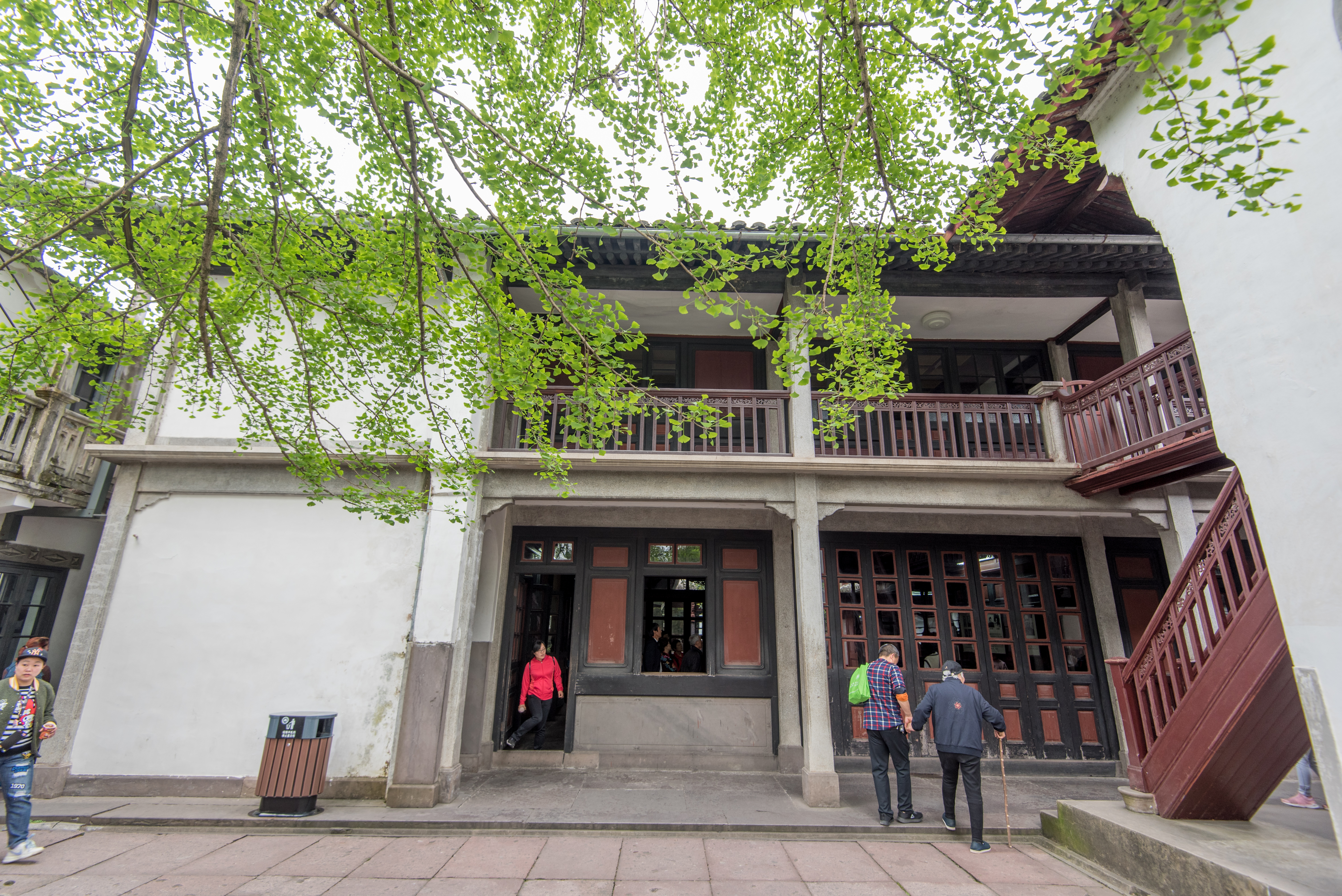
西厢房
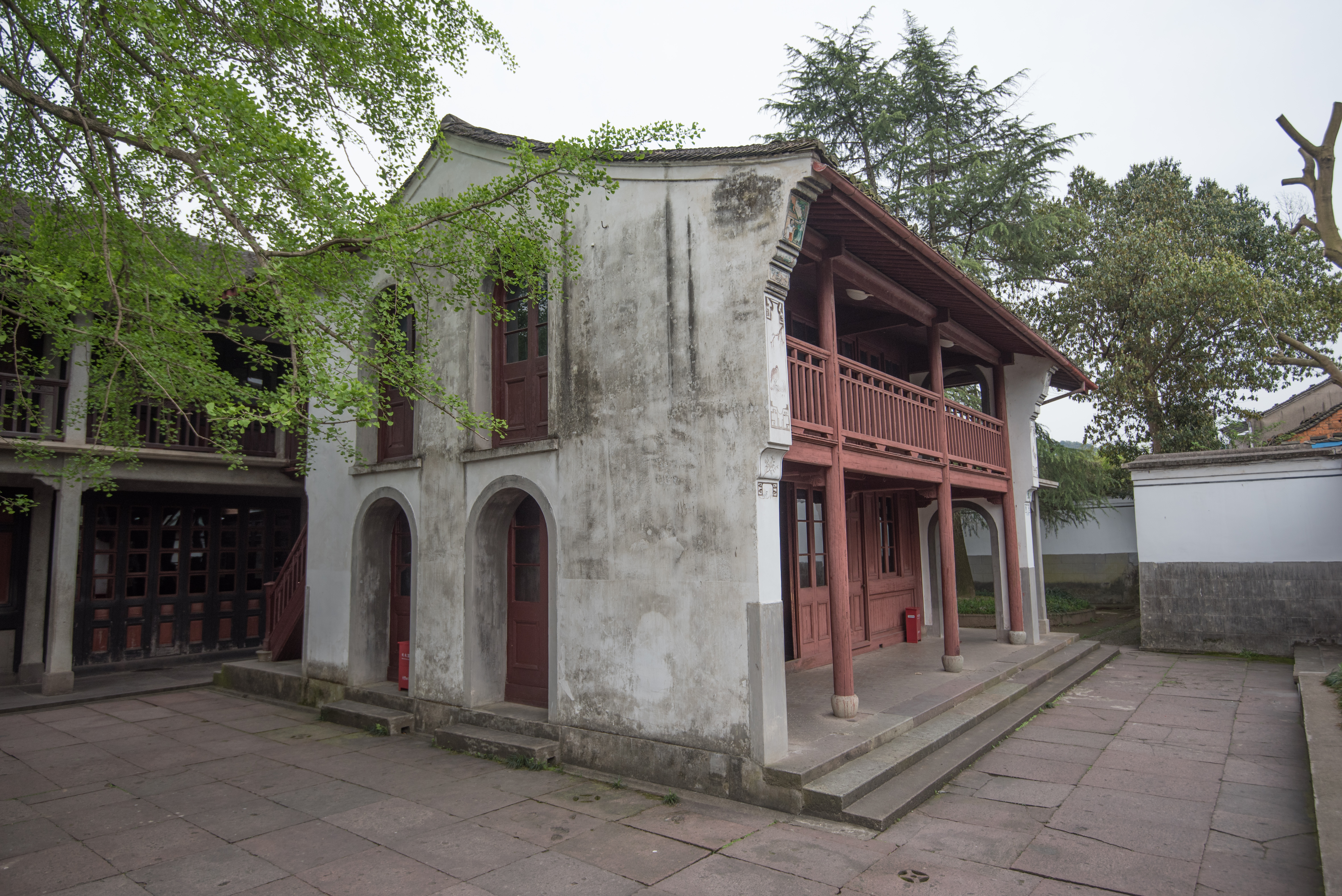
西厢房西侧独立房屋
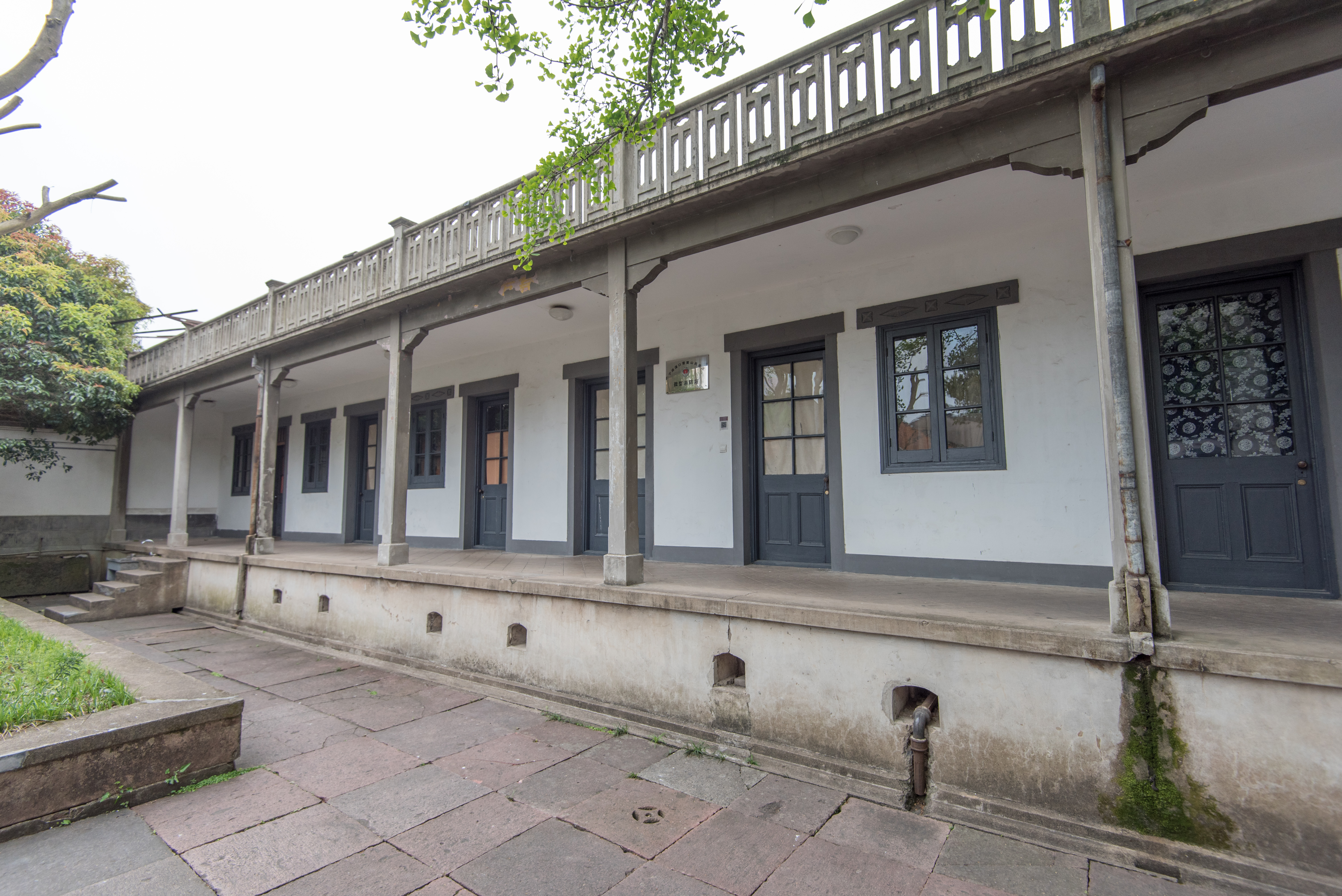
西侧平房
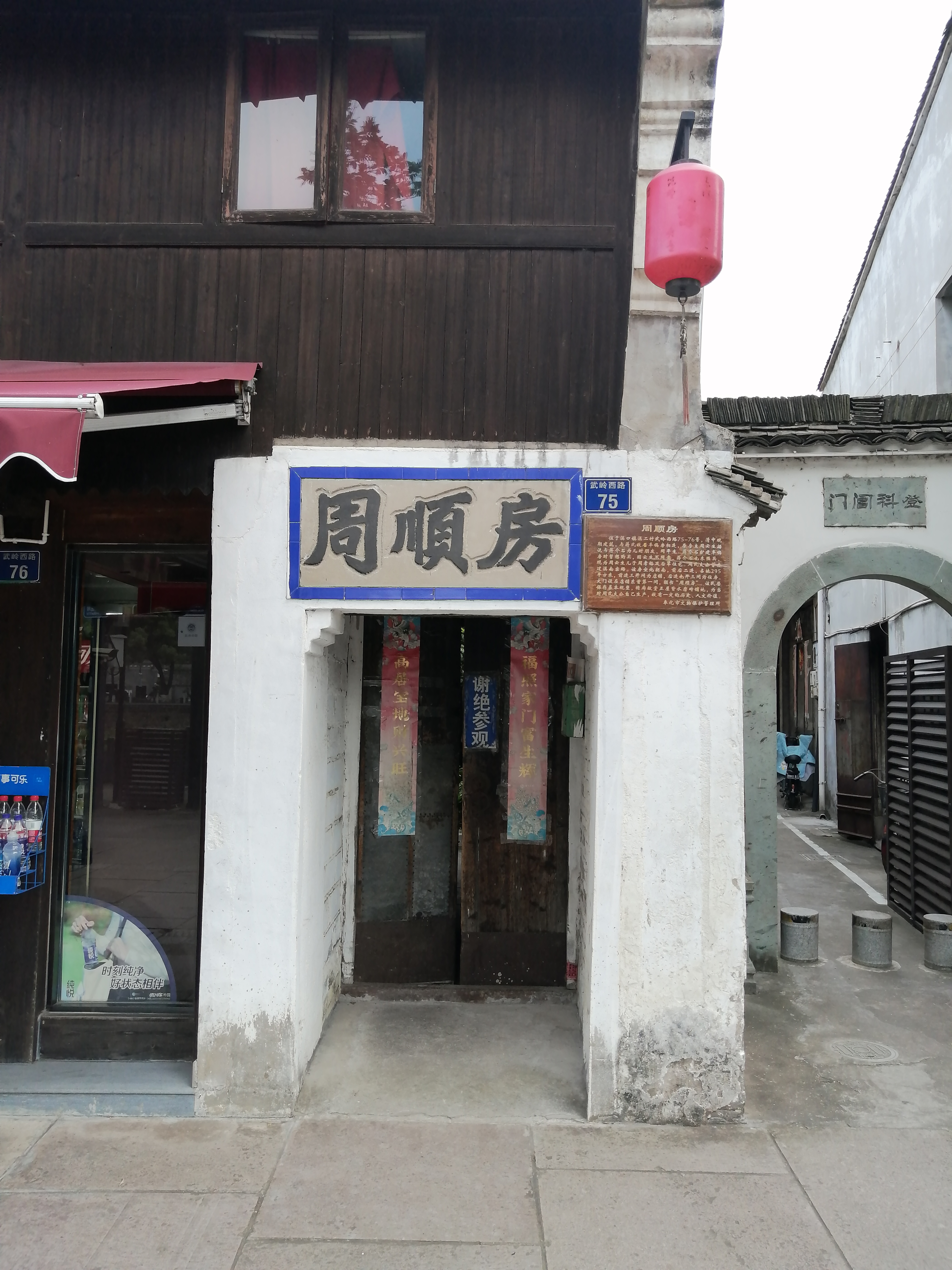
丰镐房旁的周順房